# 雨のウェンズデイ
「雨のウェンズデイ」（あめのウェンズデイ）は、1982年5月21日に発売された大滝詠一通算11作目のシングル。

## 解説
「雨のウェンズデイ」はアルバム『A LONG VACATION』からのリカット・シングル。前年リリースのシングル「恋するカレン」のカップリングで収録されていたが再シングルカットとなった。
アルバム『A LONG VACATION』ではミュージシャンが楽器パートごとにクレジットされているが、大滝詠一によればこの曲のレコーディング・メンバーは、細野晴臣、林立夫、鈴木茂、松任谷正隆だという大滝は「細野晴臣さん、林立夫君、鈴木茂君に松任谷正隆君という4人が一堂に集まってプレイするのは久しぶりだったんじゃないですかね? 実はこの曲のセッションは2回目なのです。違うメンバーで一度録音したのですが、今ひとつだったのです。それで連中にお出まし願ったと。やはりこのメンバーだとスタジオ内は何か独特の雰囲気になる。差し入れに来た人があまりに殺気だった雰囲気だったので黙って帰っていったそうですから。本人たちも緊張してたんだか、この曲をやった後、もうちょっと遊ぼうよってことで<CM SPECIAL THEME>を録音したんだけど、はち切れて3テイクまで録ったくらい。『ロンバケ』セッション最高記録ですよ」と答えている。
演奏はテイク2でOKで、鈴木のソロに至っては1テイクだったという。2パート聞こえるピアノは両方とも松任谷で、一節登場する「WALK ON BY」のフレーズは大瀧の指示。また、この曲ではダブル・ヴォーカルとなっているが、機械（デジタル・ディレイ）が使われているのはこの一曲だけだという。その理由を大滝は「僕がダブルをやるときは2回ソロで歌うんです。1回歌って、それを聴きながら歌うのではなくて、2回それぞれ歌って2つのフェーダーを上げたとき、ビシッと合うのが正解なのです。それがどうしたことか、この曲では全然ダメだった。ソロにしようかとも思ったけれど、詞の内容を考えると切実過ぎる箇所が結構あって、機械でやってみるかなと試したら良かったと」いう。
初回プレスはクリア・ヴィニール仕様。再プレスからは通常の黒盤になっているが、再プレス盤のほうが珍しいという。

## 収録曲

### SIDE A
1. 雨のウェンズデイ (4:24)  OT-8
Words 松本隆, Music 大瀧詠一

### SIDE B
1. 恋するカレン (3:21)  OT-7
Words 松本隆, Music 大瀧詠一

## クレジット
- PRODUCER : EIICHI OHTAKI
- ENGINEER : TAMOTSU YOSHIDA
- ILLUSTRATION : HIROSHI NAGAI

## カバー
| アーティスト                                  | 収録作品（初出のみ）                                                       | 発売日         | 規格          | 品番                                            |
| --------------------------------------------- | -------------------------------------------------------------------------- | -------------- | ------------- | ----------------------------------------------- |
| CBSソニー・グランド・オーケストラ             | ニュー・ミュージック・インストゥルメンタル 山下達郎 ⁄ 大瀧詠一作品集       | 1986年05月21日 | CD            | 32DH 437                                        |
|                                               | ニュー・ポップ・インストゥルメンタル〜シティ・ポップス・セレクション Vol.1 | 1990年09月01日 | CD            | COCA-6672                                       |
| Val Hawk                                      | CANARY ISLANDS –大瀧詠一カバー・コレクション                               | 1992年07月10日 | CD            | COCA-10072                                      |
| MOOMIN                                        | MOMENTS                                                                    | 1999年07月28日 | CD            | ESCB-2010                                       |
| 永山マキ （from モダーン今夜）                | Niagara Spring〜Niagara Cover Special                                      | 2006年05月17日 | CD            | TOWER-1012                                      |
| 尾崎亜美                                      | A LONG VACATION from Ladies                                                | 2009年11月04日 | - CD+DVD - CD | - UMCK-9304【初回限定盤】 - UMCK-1333【通常盤】 |
| 中沢堅司                                      | HAPPY WAY                                                                  | 2010年04月21日 | CD            | PCCA-3118                                       |
| CHiP SHOP BOYZ WITH ANDROiD SiNGERS ORCHESTRA | A LONG VACATION 南国アンドロイド・カバー                                   | 2011年03月21日 | CD            | DOCB-12342                                      |

- キリンジ  –  “風街ミーティング”（1999年11月9日、渋谷ON AIR EAST）

## リリース日一覧
| 地域 | タイトル                        | リリース日    | レーベル           | 規格               | カタログ番号 |
| ---- | ------------------------------- | ------------- | ------------------ | ------------------ | ------------ |
| 日本 | 雨のウェンズデイ / 恋するカレン | 1982年5月21日 | NIAGARA ⁄ CBS/SONY | 7"シングルレコード | 07SH 1151    |